# Vinitharius
Vinitharius ou Withimer (en gotique : 𐍅𐌹𐌳𐌿𐌼𐌴𐍂𐍃), également connu sous le nom de Vinithar ou Winithar, et plus connu sous le nom latin de Vinitharius (né en Scythie et mort en 376), est un roi des Ostrogoths de la dynastie des Amales, régnant en 376.
Son royaume s'étend sur une partie du territoire actuel de l'Ukraine.

## Biographie
Selon Jordanès (Getica), Vinitharius et les Greuthunges (autre nom des Ostrogoths à son époque) combat les Antes et leur roi Boz (en). Après les avoir vaincus, il fait crucifier Boz, ses huit fils et soixante-dix nobles Antes.
Il devient roi en 376, à la mort de son cousin le roi Ermanaric, qui s'était suicidé face à l'avancée des Huns de Balamber. Ce dernier n'appréciant pas le désir d'indépendance de Vinitharius, s'allie avec des Alains et d'autres tribus gothes (dont les Amales de Sigismond) et bat Vinitharius, qui meurt lors d'une bataille le long de la rivière Erak. Balamber prend la fille de Vinitharius comme épouse (Vadamerca).
Les survivants ostrogoths s'enfuient vers l'ouest dans une mêlée confuse. C'est le début de la vaste poussée des peuples barbares vers le limes romain. Alatheus et Safrax prennent sa place à la tête des Ostrogoths ; ils n'ont pas le titre de roi, mais sont des chefs militaires (duces), commandants de la cavalerie.

## Famille

### Mariage et enfants
De son union avec une femme inconnue (peut-être Farahild selon certaines sources), il eut :
- Vandalarius (es) ;
- Vadamerca.